# توماس كوفين (سياسي ألماني)
توماس ماركوس كوفين (بالألمانية: Thomas Markus Kufen) (مواليد 5 أغسطس 1973، في إسن) هو سياسي ألماني من حزب الاتحاد الديمقراطي المسيحي يشغل منصب اللورد رئيس بلدية إسن منذ عام 2015. وهو مثلي الجنس، ودخل في شراكة حياة مسجلة منذ عام 2015 مع شريكه ديفيد لونغن.

## سيرة شخصية
كان كوفين عضوًا في لادنتاغ ولاية شمال الراين-وستفاليا بين عامي 2000 و2005 ومجددا بين عامي 2012 وحتى 21 أكتوبر 2015. وشغل منصب مفوض الاندماج بين عامي 2005 و2010 في حكومة الولاية للوزير-الرئيس يورغن روتغرز.
شغل كوفين منذ عام 2015 منصب اللورد رئيس بلدية إسن الألمانية. وتمت إهادة انتخابه في عام 2020.
كان كوفن أيضًا جزءًا من قيادة حزب الاتحاد الديمقراطي المسيحي في ولاية شمال الراين وستفاليا تحت قيادة رئيس الحزب أرمين لاشيت منذ عام 2014. كان كوفن بعد انتخابات شمال الراين-وستفاليا 2017 جزءًا من فريق لاشيت في المفاوضات مع الحزب الديمقراطي الحر حول اتفاق الائتلافي الحكومي بين الحزببن. خدم في مجموعة العمل المعنية بالسياسة البلدية.
كان كوفن على المستوى الوطني مندوبًا لحزب الاتحاد الديمقراطي المسيحي في الجمعية الاتحادية بغرض انتخاب رئيس ألمانيا في انتخابات عامي 2004 و2017.

## أنشطة أخرى

### مجالس الشركات
- أر دبليو إي، عضو مجلس الإشراف (منذ 2021)[2]
- مطار إسن/مولهايم، عضو في مكتب الإشراف[3]
- «إسن ماركيتنغ» (بالألمانية: Essen Marketing GmbH)، رئيس مجلس الإشراف[3]
- «شركة إسن للتوريد والنقل» (بالألمانية: Essener Versorgungs- und Verkehrsgesellschaft) ،رئيس مجلس الإشراف[3]
- «ميسي إيسن» (بالألمانية: Messe Essen)، الرئيس السابق لمجلس الإشراف[3]
- «أر أي غي-شتيفتونغ» (بالألمانية: RAG-Stiftung)، عضو مجلس الأمناء
- «أر دبليو إي باور إيه جي» (بالألمانية: RWE Power AG)، عضو سابق في مجلس الإشراف[3]
- «شباركاسي إيسن» (بالألمانية: Sparkasse Essen)، رئيس مكتب مجلس الإشراف[3]

### المنظمات غير الربحية
- مركز الدراسات التركية، جامعة دويسبورغ-إسن، عضو مجلس الأمناء[4]
- المركز الأوروبي للاقتصاد الإبداعي، عضو سابق في مجلس الأمناء[3]
- يوهانتر-أونفال-هيلفي، عضو المجلس الاستشاري[3]
- متحف فولكفانغ، عضو مجلس الأمناء[3]
- منجم فحم تسول فيرآين، عضو مجلس الأمناء[3]

## المواقف السياسية
أيد كوفن علنًا أرمين لاشيت لخلافة أنغريت كرامب كارينباور كرئيسة لحزب الاتحاد الديمقراطي المسيحي، وذلك قبل انتخابات قيادة الاتحاد الديمقراطي المسيحي في يناير 2021.

## الحياة الشخصية
كوفين مثلي الجنس، ودخل في شراكة حياة مسجلة منذ عام 2015 مع شريكه ديفيد لونغن، وهو سياسي. وترأس في ديسمبر 2017 حفل الزواج المثلي لوزير الصحة الألماني السابق ينس شبان وزوجه دانيال فونك في قصر بوربيك في إيسن.